# ناحية الجرنية
ناحية الجرنية إحدى نواحي سوريا تتبع إداريّاً لمحافظة الرقة منطقة الطبقة ومركزها بلدة الجرنية، بلغ تعداد سكان الناحية 31,688 نسمة حسب التعداد السكاني لعام 2004.

## بلدات وقرى ناحية الجرنية
أبو صخرة، أبو الشامات (أبو الكالات)، العجاجية، بادية الشوعة، بئر العطشانة، بئر الخزام، بئر حاج خليف، بئر شلال، بصراوي، ضحوة، دخان، جعبر شرقي، فلاح ربو، الحمرة، حزوم، الحرية، حويجة حلاوة، جعيبر، الجرنية، الكنو، الكروان، خاتونية، المحمودلي، مجيبنة العمياء، الجرنية، المويلح، النفيلة، رجم الحمام، الرملة، الصفرة، سنجار، شهيد الله، شمس الدين، تل عثمان، طاوي، الظاهرية، ثلاث خراب، الواسطة، جعبر غربي، زريجية شمس الدين، الباهتة، الرحراحة، السخني، الطركة، المزيونة، شبهر.خربة الشفرات (الجرنيه)، بتيت، بئر المراد، طالعة الحويش(الأغير) #بئر ظاهر#